# گمینا ژژن
گمینا ژژن (به لهستانی:  Gmina Żyrzyn) یک گمینا در لهستان است که در شهرستان پوواو واقع شده‌است. گمینا ژژن ۱۲۸٫۷۳ کیلومتر مربع مساحت و ۶٬۵۳۸ نفر جمعیت دارد.